# Vancouver International Jazz Festival
Das Vancouver International Jazz Festival ist ein Musikfestival in der kanadischen Stadt Vancouver, das jedes Jahr Ende Juni während zehn Tagen stattfindet.
Das Festival entstand aus der lokalen Jazz-Szene heraus, die sich in den frühen 1980er Jahren um die Radiostation CFRO-FM gebildet hatte. 1984 erfolgte die Gründung der Pacific Jazz and Blues Association, die ein erstes Festival für Jazz und Blues organisierte. Aus der Organisation entwickelte sich die Coastal Jazz and Blues Society, die Sponsoren gewinnen konnte und eine Partnerschaft mit der Expo 86 einging. Im Rahmen dieser Weltausstellung fand erstmals das Vancouver International Jazz Festival statt, an dem unter anderem Miles Davis, Wynton Marsalis, Bobby McFerrin, Tito Puente, Tony Williams, Albert Collins und John Mayall and the Bluesbreakers auftraten.
Seither hat sich das Festival zum größten seiner Art in British Columbia entwickelt. Es wird von über 1000 freiwilligen Helfern organisiert. Insgesamt umfasst das Festival 400 verschiedene Auftritte, darunter 130 Gratiskonzerte. Die durchschnittliche Besucherzahl beträgt 460.000. Auf diesem Festival treten regelmäßig Musiker des Free Jazz und der Improvisationsmusik – speziell aus Europa – auf, zum Beispiel Han Bennink, Theo Jörgensmann, Achim Kaufmann, Ig Henneman oder Arjen Gorter.